# Fanta
Fanta é uma marca de refrigerantes que detém uma linha variada de produtos e que pertence à The Coca-Cola Company. Criada e lançada na Alemanha durante a Segunda Guerra Mundial,  atualmente é comercializada em 188 países.

## História
Naquela época, as sanções contra o regime nazista que impediam a entrada de produtos naquele país impossibilitaram que a fábrica da Coca-Cola continuasse operando devido à falta dos concentrados base para a fabricação de refrigerantes. Nessa ocasião, Max Keith, chefe de operações da Coca-Cola alemã, permitiu a criação de um novo produto, na tentativa de evitar a suspensão das atividades da fábrica, nascendo assim uma bebida que foi comercializada exclusivamente no mercado alemão durante a Segunda Guerra Mundial. O produto, por sua vez, mudava de acordo com a natureza dos ingredientes que estavam disponíveis no país sancionado, como as sobras da fabricação de sidra (fibra de maçã) ou, até mesmo, o subproduto da confecção de queijo (soro de leite). O primeiro sabor com a marca Fanta foi o de malte, já o sabor laranja, que é o mais conhecido e distribuído mundialmente, foi lançado somente em 1955 pela Coca-Cola italiana e, no princípio, as versões do refrigerante vinham adoçadas com sacarina, passando posteriormente para o açúcar de beterraba.
Foi a partir de um concurso realizado entre os funcionários da fábrica alemã coordenada por Max Keith que surgiu o nome Fanta. Keith pediu aos empregados que usassem a “imaginação" (Fantasie em alemão). Ao ouvir isso, o vendedor veterano Joe Knipp imediatamente deixou escapar “Fanta” que passou a ser adotado como marca. Os trabalhadores da Coca-Cola em Essen antes da guerra não podiam mudar de emprego ou protestar além de produzirem em um ritmo frenético. A Coca-Cola criou novas filiais em áreas ocupadas por nazistas. A Fanta usou trabalho escravo na Alemanha Nazi, limitou a rotatividade de emprego e pagava abaixo da inflação.. Apesar de todos estes fatos, a Coca-cola afirma que "nem Max Keith nem a empresa engarrafadora estavam ligados ao regime".

## Disponibilidade internacional
Há mais de 90 sabores diferentes em todo o mundo. Na Sérvia, Albânia, Macedónia, Bósnia-Herzegovina, Croácia e alguns outros países, há a Fanta Shokata (um jogo de palavras entre soc (sabugueiro) em romeno e choque) com base em bebida feita de extrato da flor anelderflower, tradicional na Roménia (onde é chamado Socata), Sérvia, Macedónia, Bósnia-Herzegovina, Croácia e outros países dos Bálcãs. Na Suíça e nos Países Baixos, a groselha local é usada para a produção de Fanta também. Alguns sabores idênticos têm nomes diferentes em diferentes mercados.
A fórmula original da Fanta laranja, disponível na Alemanha, Áustria e outros países, é completamente diferente da bebida comercializado nos Estados Unidos como Fanta Laranja.
Os principais concorrentes da Fanta incluem Tango, Mirinda, Fatia, Sumol, Crush e Tropicana Twister. Fanta é a segunda bebida a ser produzida pela Coca-Cola. A Fanta foi recentemente relançada em Singapura depois de estar ausente por um período de tempo.

## Sabores no mundo

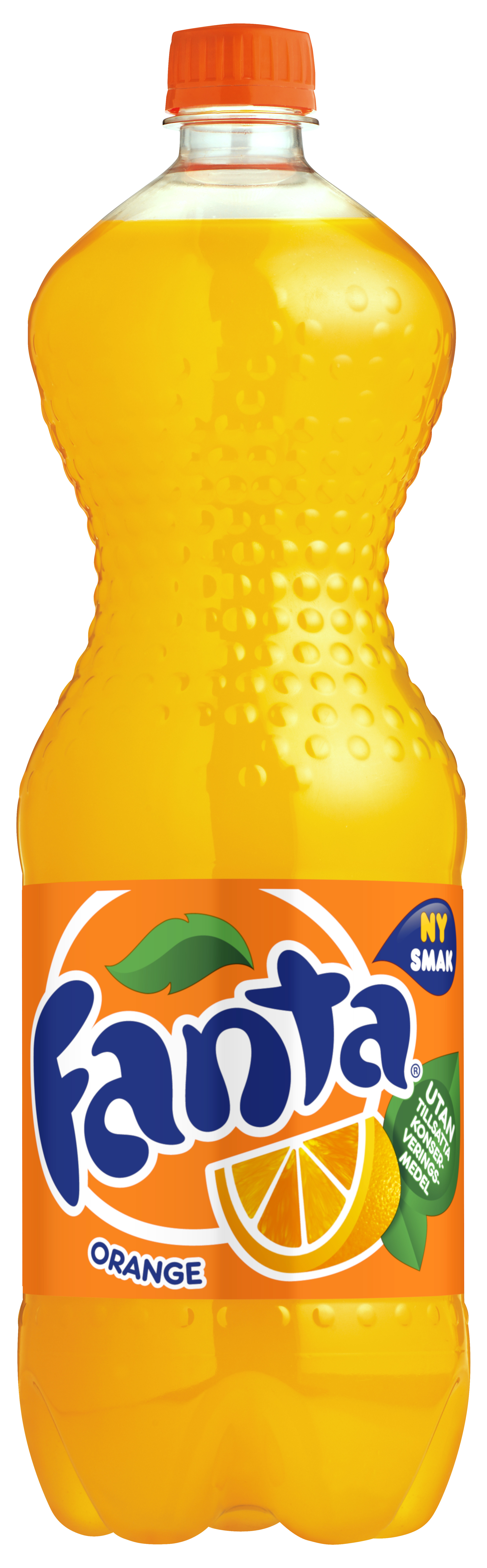
Garrafa de 1,5l sabor laranja com o antigo logo na versão sueca

A marca tem como principal característica a variação de sua linha, que se modifica de acordo com a cultura e os hábitos de cada um dos países em que atua.

### Variantes da marca
Mundialmente, a marca possui 92 sabores oficiais, entre normais e versões mix (mistura entre dois ou mais sabores), sem mencionar aqueles que já saíram de linha de produção e as edições limitadas que permanecem de 6 à 12 meses no mercado. Exóticos e inusitados que variam dos sabores doces aos amargos, assim, pode ser descrito a variedade que é encontrada mundo afora, como nos exemplos a seguir:
- Fanta Abacaxi –  Estados Unidos e  Portugal
- Fanta Banana com Leite –  Japão
- Fanta Cassis –  Nova Zelândia
- Fanta Chinotto –  Itália
- Fanta Kolita (Tutti-frutti) –  Costa Rica
- Fanta Laranja com Chocolate –  Austrália
- Fanta Láctea (Leite) –  Hong Kong
- Fanta Maçã-verde –  China e  Brasil
- Fanta Maracujá –  Portugal e  Brasil
- Fanta Melão –  Israel
- Fanta Morango –  Estados Unidos
- Fanta Carica -  Bélgica
- Fanta Pomelo –  Argentina
- Fanta Maçã –  Argentina
- Fanta Mandarina –  Argentina
- Fanta Zero Pomelo –  Bélgica
- Fanta Uva -  Brasil e  Portugal
- Fanta Guaraná -  Brasil

## Sabores em Portugal
Atualmente estão sendo comercializados as versões:
- Fanta Laranja
- Fanta Laranja Zero
- Fanta Maracujá
- Fanta Ananás (Abacaxi)
- Fanta Uva

### Versões descontinuadas em Portugal
- Fanta Melancia - Lançada em 2002 e relançada em 2006 como Fanta Mundo Japão).
- Fanta Latina – Mix de laranja, limão e maracujá.
- Fanta Laranja Vermelha - Lançada em 2006).

## Sabores no Brasil
O Brasil é um dos poucos mercados em que a marca não possui tanta diversidade, sendo que tentativas já foram realizadas na inclusão de novos sabores, perdurando os tradicionais laranja e uva. Segue a relação de sabores comercializados atualmente:
- Fanta Laranja - Lançada no mercado brasileiro em 1964. Segundo a Coca Cola, o país corresponde ao maior mercado de Fanta Laranja no mundo.[19]
- Fanta Laranja Zero - Lançada em maio de 2009.
- Fanta Uva - Lançada em 1971, tem origem brasileira.[20]
- Fanta Guaraná - Lançada no final da década de 1970, foi relançada em 2017.[21]
- Fanta Guaraná Zero - Lançada em setembro de 2017.[21]
- Fanta Tutti Frutti - Lançada em setembro de 2021
- Fanta Maracujá - Lançada em julho de 2012, foi relançada em junho de 2022
- Fanta Caju - Lançada em agosto de 2024

Desde 2021, a Fanta lança às vésperas do Dia das Bruxas uma Fanta Mistério com sabor e cor diferenciados, preto em 2021, azul esverdeado em 2022, vermelho em 2023, e verde brilhante, inspirado no filme Beetlejuice Beetlejuice, em 2024.

### Versões descontinuadas no Brasil
A Fanta foi introduzida no mercado brasileiro em 1964, com o sabor laranja; de lá para cá, diversas versões foram lançadas, ora em edições limitadas com vinculação de 6 a 12 meses, ora com novos sabores fixos.
A permanência de um produto no mercado depende diretamente da receptividade do público, e quando não acontece, o mesmo acaba sendo descontinuado da linha de produção, fato este ocorrido com a Fanta Maçã (lançada em fevereiro de 2002 e descontinuado em 2004), a Fanta Citrus (lançada em fevereiro de 2002 e descontinuada em 2004 – Mix de Laranja, Pomelo/Grapefruit e Maçã), a Fanta Morango (lançada em 2003, descontinuada em 2004, relançada em 2012 e produzida por tempo limitado) e a Fanta Mix (lançada em 2004 e descontinuada em 2005 – Mix de Laranja e Tangerina, sabor desenvolvido por brasileiros).
Aconteceu também a retirada por sobreposição de produtos, isto é, a mesma empresa (Coca-Cola) comercializando itens similares, foi o que ocorreu com a Fanta Limão (lançada em 1978 e descontinuada em 1984, ano de lançamento do Sprite limão), e com a Fanta Guaraná (lançada no final da década de 70 e substituída pelo Guaraná Taí no início da década de 80, e este, por sua vez, substituído em boa parte do país pela marca Kuat, e relançada em 2017). Da mesma forma, ocorreu com a versões Diet e Light das versões Laranja e Uva, substituídas pela versão Zero, que possui fórmula mais avançada.
No Brasil, a marca começou a disponibilizar edições limitadas de sabores a partir de 2006; até então, foram 3 lançamentos que tiveram descontinuação datada:
- Fanta Discovery – Laranja Vermelha/Red Orange - Lançada em abril de 2006 e descontinuada em 2007.[27]
- Fanta Mundo Tailândia – Laranja com Manga - Lançada em 50 países simultaneamente no ano de 2007 e descontinuada em 2008).[28]
- Fanta Mundo China – Laranja com Melão - Disponível apenas durante os Jogos Olímpicos de Verão de 2008.

### Fanta Mundo Brasil
No Brasil, foi lançada a partir de 2007 a série limitada Fanta Mundo (China e Tailândia), apresentando edições com sabores de outros países. O Brasil também já foi homenageado com sabores típicos brasileiros:

- Fanta Mundo Brasil Agrumes – Mix de Laranja, Limão, Tangerina e Lima –  Bélgica - Lançada em 2007.
- Fanta Mundo Brasil Chácara – Mix de Laranja, Limão, Tangerina, Lima, e Uva –  Suécia.
- Fanta Mundo Brasil Karnivale – Mix de Kiwi, maçã e limão – África do Sul.
- Fanta Mundo Brasil Limetto – Limão –  Alemanha - Lançada em 2008
- Fanta Mundo Brasil Maçã-verde – Coreia
- Fanta Mundo Brasil Uva –  Portugal - Lançada em 2006